# Bocznica szlakowa
Bocznica szlakowa – bocznica kolejowa odgałęziająca się na szlaku. Tor rozgałęziający się na szlaku na którym umożliwiono przeładunek wagonów dawniej nazywano ładownią. Bocznica szlakowa może być urządzona bez posterunku ruchu, z posterunkiem pomocniczym lub poprzez posterunek bocznicowy.
Bocznice szlakowe tworzy się na ogół, gdy placówka, do której prowadzona jest bocznica (np. zakład przemysłowy lub jednostka wojskowa) znajduje się daleko od stacji (przykład: Nieznany Bór).
Bocznice szlakowe powstają też czasem w sposób wtórny, w przypadku likwidacji lub zamknięcia stacji czy posterunku odgałęźnego lub bocznicowego (przykład: Bernadczyzna).